# Hermosillo, Las Margaritas
Hermosillo är en ort i Mexiko.   Den ligger i kommunen Las Margaritas och delstaten Chiapas, i den sydöstra delen av landet, 900 km öster om huvudstaden Mexico City. Hermosillo ligger 203 meter över havet och antalet invånare är 276.
Terrängen runt Hermosillo är kuperad söderut, men norrut är den platt. Runt Hermosillo är det ganska glesbefolkat, med 30 invånare per kvadratkilometer. Närmaste större samhälle är Emiliano Zapata, 8,0 km norr om Hermosillo. I omgivningarna runt Hermosillo växer i huvudsak städsegrön lövskog.